# Przystań (żeglarstwo)

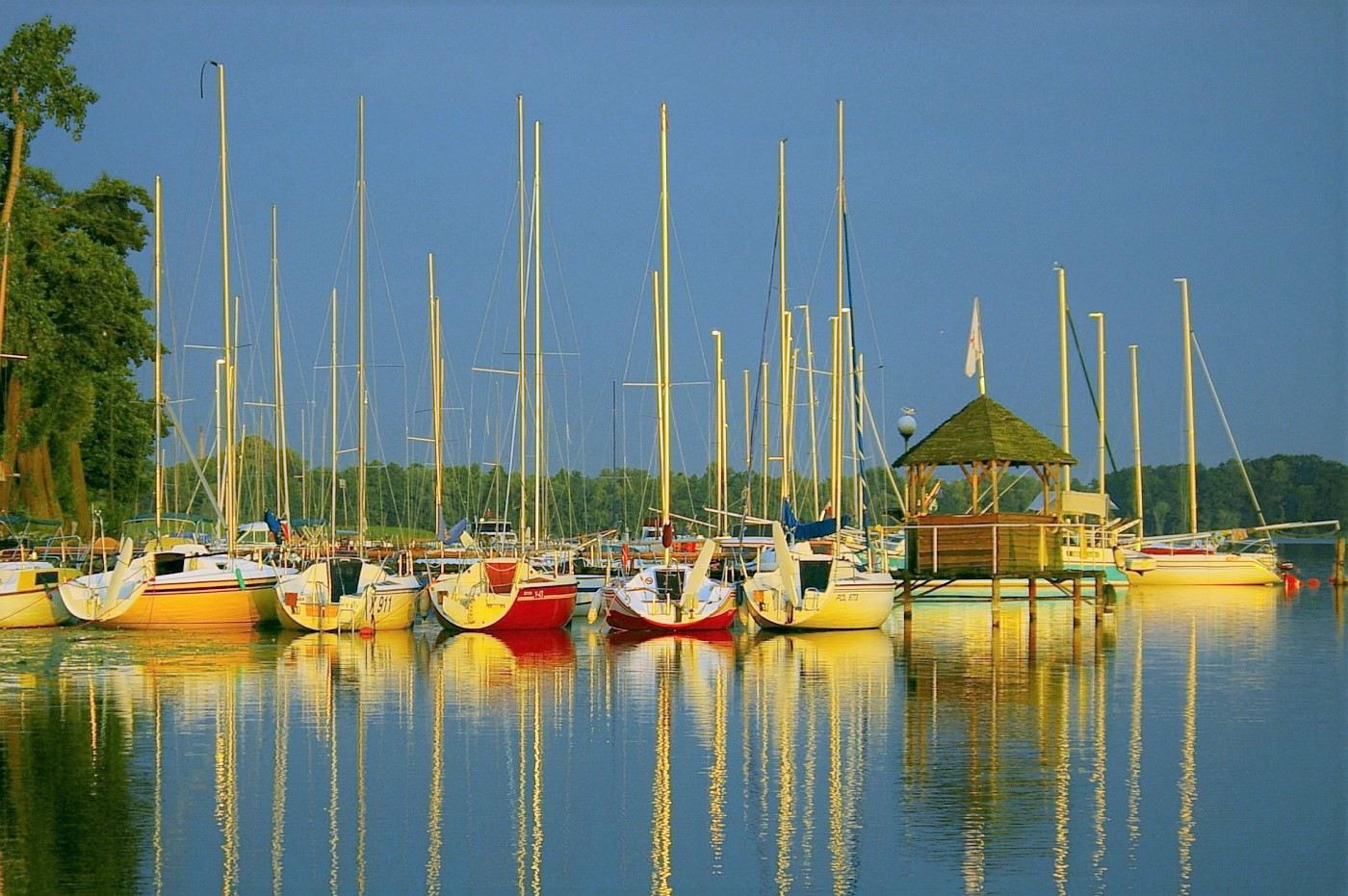
Przystań w Ostródzie na Pojezierzu Iławskim

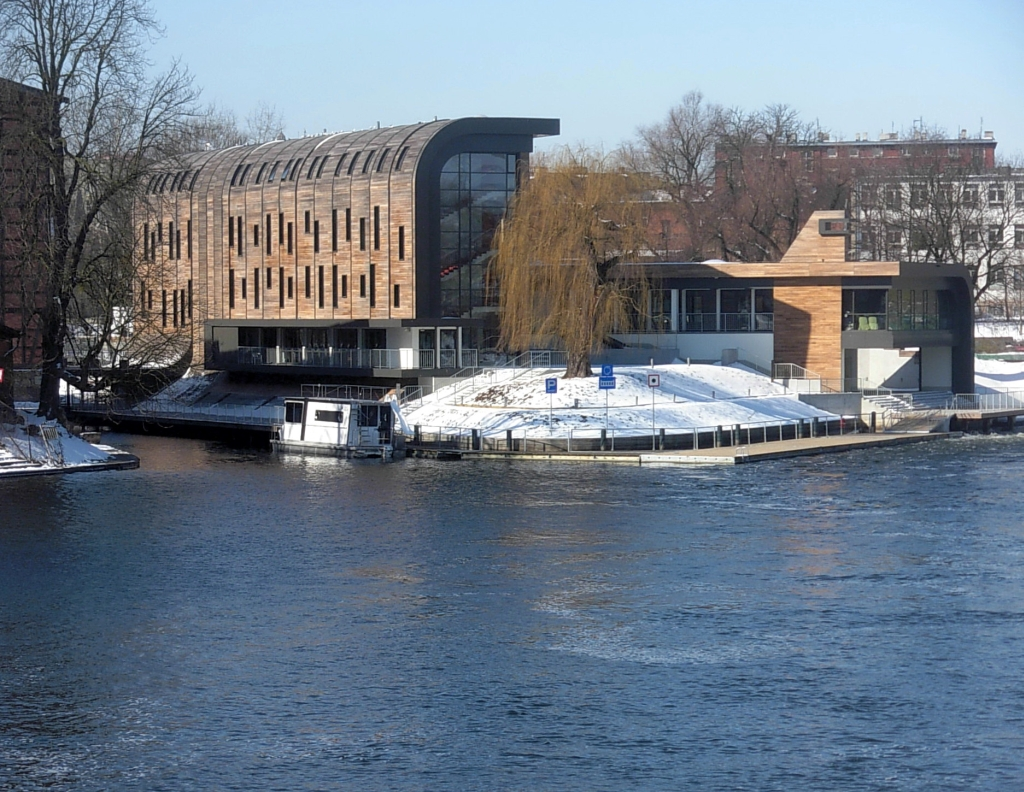
Przystań Bydgoszcz nagradzana licznymi wyróżnieniami architektonicznymi

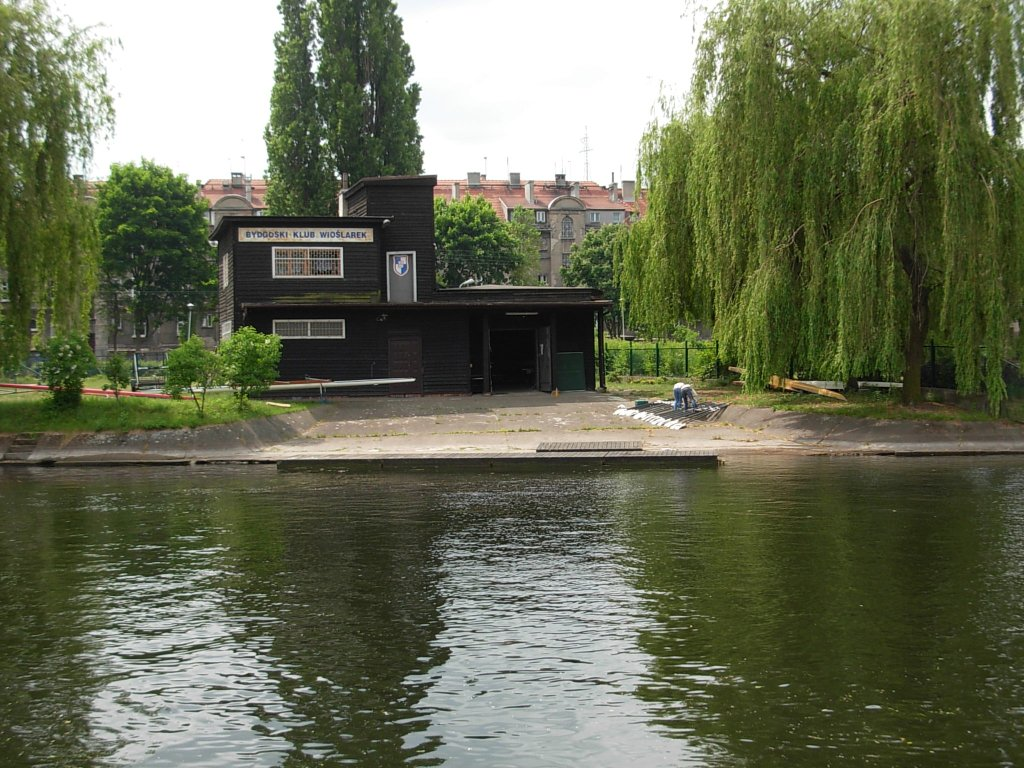
Przystań Bydgoskiego Klubu Wioślarek, istniejąca od 1936 r.

Przystań – miejsce odpowiednio przystosowane do przybijania, cumowania i postoju jachtów i innych niewielkich jednostek pływających. Wyznacza się je w osłoniętych miejscach: brzegi rzek, jeziora czy wyspy.

## Wyposażenie
Przystanie wyposażone są w pomosty stałe (drewniane, rzadziej betonowe) lub pływające (metalowe, plastikowe) umożliwiające bezpieczne dobijanie jednostek. W bliskim obszarze przystani znajdować mogą się też: podstawowe urządzenie socjalne dla żeglarzy – gości, pole biwakowe, miejscowy klub żeglarski, ośrodek szkoleniowy itp. Prawnym gospodarzem przystani może być osoba prawna lub fizyczna. Osoba zarządzająca przystanią tradycyjnie jest nazywana bosmanem. Większym odpowiednikiem przystani jest marina (port jachtowy).
Dobrze wyposażone przystanie posiadają (korzystanie w większości odpłatne):
- sanitariaty (WC, prysznice itp.),
- dostęp do wody pitnej,
- podłączenie do energii elektrycznej,
- miejsca do opróżniania toalet chemicznych,
- dźwig do podnoszenia jachtów,
- slip,
- sklep z częściami zamiennymi do jachtów,
- serwis łodzi i silników.

## Polskie przystanie
Niektóre wybrane:
- Czarnocin (Zalew Szczeciński);
- Kąty Rybackie (Zalew Wiślany);
- Lubczyna (Jezioro Dąbie);
- Lubiatów (Jezioro Sławskie);
- Rybina (Szkarpawa).
- Tczew (Wisła)
- Oława Ścinawa Polska